# Robert Urbanek

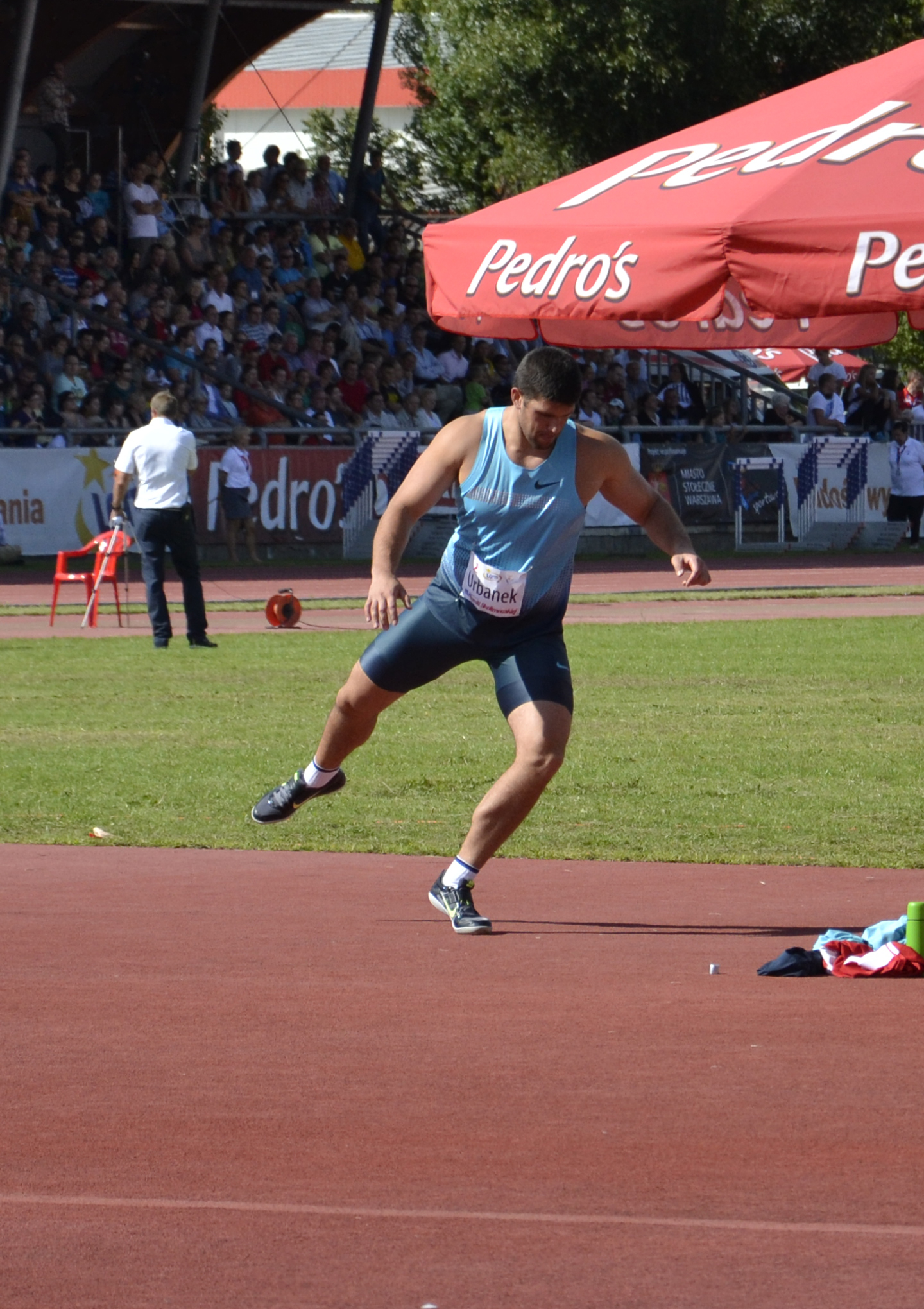
Robert Urbanek, 2013

Robert Urbanek (* 29. April 1987 in Łęczyca) ist ein ehemaliger polnischer Diskuswerfer.
2012 wurde er Sechster bei den Europameisterschaften in Helsinki und schied bei den Olympischen Spielen in London in der Qualifikation aus.
Bei den Weltmeisterschaften 2013 in Moskau wurde er Sechster. 2014 gewann er Bronze bei den Europameisterschaften in Zürich und wurde Sechster beim Continental-Cup in Marrakesch.
Bei den Weltmeisterschaften 2015 in Peking gewann er mit 65,18 m Bronze hinter Piotr Małachowski (67,40 m) und Philip Milanov (66,90 m).
Seine persönliche Bestleistung von 66,93 m stellte er am 19. Mai 2012 in Halle auf.